# الربوه السفلی
الربوه السفلی یک منطقهٔ مسکونی در عربستان سعودی است که در استان مکه واقع شده‌است.